# Efim Rezvan
Efim Anatolievitch Rezvan (Ефи́м Анато́льевич Ре́зван), né le 7 octobre 1957 à Léningrad, est un arabisant et islamologue russe dont les travaux ont été publiés en de nombreuses langues. Il est docteur d'État en histoire et professeur. Efim Rezvan est également depuis l'an 2000 rédacteur en chef de la revue Manuscripta orientalia et directeur adjoint du Musée d'ethnographie et d'anthropologie de l'Académie des sciences de Russie (Kunstkamera de Saint-Pétersbourg).

## Biographie
Efim Rezvan est issu d'une famille d'officiers. Il poursuit ses études à la Faculté orientale de l'université de Léningrad à la chaire de philologie arabe, puis il est doctorant (aspirant au doctorat) à l'institut d'études orientales de l'Académie des sciences d'URSS de 1980 à 1983 à la suite de quoi il est candidat au doctorat d'histoire et de 1984 à 2000 collaborateur et chercheur à l'institut d'études orientales. Il participe à plusieurs expéditions ethnographiques, dont l'expédition soviétique au Yémen en 1986, des expéditions au Proche-Orient, en Asie centrale, en Chine, en Afrique. En 1989, il étudie à l'institut d'études arabes et islamiques de l'université de la Sorbonne Nouvelle (Paris III) grâce à un programme d'échanges entre le CNRS et l'Académie des sciences d'URSS. Il obtient son doctorat d'État d'histoire en l'an 2000.
Efim Rezvan est nommé en 2006 professeur honoraire de la chaire de l'UNESCO du dialogue interreligieux pour la compréhension mutuelle.

## Travaux
Efim Rezvan se consacre dès le départ à l'étude des textes et manuscrits conservés dans les archives de Léningrad (aujourd'hui Saint-Pétersbourg), ce qui le conduit à publier des monographies régulières tout le long de sa carrière, dont beaucoup sont consacrées aux relations russo-arabes. De plus le résultat de longues études du Coran consiste en de nombreuses publications sur l'histoire de l'exégèse du Coran, et des traductions du livre saint de l'Islam. Sa monographie Le Coran et son monde (Коран и его мир) est restée fameuse aussi bien en Russie qu'à l'étranger. Rezvan Efim s'est beaucoup appuyé sur l'étude d'un des manuscrits les plus anciens du Coran, dit « Coran d'Ousmane », considéré comme la plus ancienne copie par les musulmans d'Asie centrale et dont il poursuit la publication d'un commentaire lexico-grammatical complet de son texte. Une nouvelle traduction en russe est en cours.
C'est à l'invitation du professeur Italien Sergio Noja Noseda (1931-2008) qu'Efim Rezvan rejoint le comité de rédaction du projet éditorial international intitulé Early Qur’ans. The Era of the Prophet, the Right Guided Caliphs and the Umayyades (Noseda Foundation, Italy) (en français : Les premiers Corans. L'ère du Prophète, les califes justement guidés et les Omeyades). Il s'agit d'étudier et de publier les textes des manuscrits les plus anciens du Coran.
Le professeur Rezvan est l'un des fondateurs d'un système de transcription international de l'écriture arabe (système de lecture automatique Shakr) qui est aujourd'hui assez répandu chez les orientalistes. Il fonde et préside aussi le conseil de rédaction de la revue savante Kunstkamera - Archives  («Кунсткамера — Архив») , , , . Il est également rédacteur en chef du périodique Culture et idéologie de l'Orient musulman («Культура и идеология мусульманского Востока»), et membre de la rédaction de plusieurs revues savantes russes ou étrangères. Il a organisé et organise à Saint-Pétersbourg nombre de congrès et conférences consacrés à l'Orient. Il est l'auteur de dictionnaires et de glossaires ainsi que d'articles encyclopédiques et publie auprès de la maison «Oxford Handbook of Qur’anic Studies». Il participe au projet «Encyclopaedia of the Qur'ān».
Efim Revzan est scénariste et producteur de plusieurs films documentaires:
- Série «Idjma. La concorde »:
  - Le Manuscrit et le Destin (2007, auteur du scénario et coproducteur). Réalisatrice: Т. Kolnogorova
  - Le Caire — Saint-Pétersbourg (2007, auteur du scénario et producteur). Réalisatrice: Т. Soloviova
  - Le Schisme (2007, idem). Réalisatrice: Т. Коlnogorova
  - Le Coran et l'Étoile à cinq branches (idem). Т. Коlnogorova
  - L'Arabe de Djinau (idem). Réalisatrice Т. Soloviova
  - Le Caire — Tampere. Destins de femmes (2007, auteur du scénario et coproducteur). Réalisatrice: Т. Коlnogorova
  - L'Expédition (2007, auteur du scénario et producteur). Réalisatrice: Т. Soloviova

- Série «Idjma. Les trésors musulmans de la Russie »:
  - 1. Haft Rangui. Le jardin du paradis: les sept fleurs (2007, auteur du scénario et producteur). Réalisatrice: Т. Soloviova
  - 2. Par les yeux du prince (en cours de réalisation, idem). Réalisatrice Т. Soloviova

## Catalogues d'expositions
- От Багдада до Исфахана. Миниатюра и каллиграфия из коллекции СПбФ ИВ РАН. De Bagdad à Ispahan. Miniatures et calligraphies des collections de l'institut d'études orientales de l'Académie des sciences de Saint-Pétersbourg (Paris, 1994, ensuite à New York, Lugano et Salzbourg) en collaboration avec You. А. Petrossian, А. B. Khalidov et О. F. Акimouchkine (édition en français  (ISBN 978-2-87900-185-2), traductions en anglais  (ISBN 978-0-7892-0095-2), en allemand et en italien).
- Jeynov — «Мы пришли» (арабы Узбекистана: образы традиционной культуры). « Nous arrivons ». Les Arabes d'Ouzbékistan: images et objets de la culture traditionnelle (Saint-Pétersbourg, 2004) (catalogue en russe et en anglais)
- Грёзы о Востоке. Русский авангард и шелка Бухары. Les rêves d'Orient. L'avant-garde russe et les soieries de Boukhara (Saint-Pétersbourg, 2006)) (catalogue en russe et en anglais)
- Старожилы. «Славянский ход»: этнографические коллекции Югры. Les Starojily[2]. « La marche slave »: collections ethnographiques de Iougra (Sourgout, 2006)
- Страна благовоний (Йемен: образы традиционной культуры). Le pays de la guerre sainte. Le Yémen: images et objets de la culture traditionnelle (Saint-Pétersbourg, 2007)  (ISBN 978-5-91373-011-4) (catalogue en russe et en anglais)
- Они сражались за нашу свободу. Ils se sont battus pour notre liberté (Saint-Pétersbourg, 2010) (catalogue en russe et en anglais)
- Между Туркестаном и Тибетом: салары. Entre le Turkestan et le Tibet: les Salars (Saint-Pétersbourg, 2010, puis Rhodes) (catalogue en russe et en anglais)  (ISBN 978-5-88431-179-4)
- В зеркале времени. Кенийская фотоколлекция Герхарда Линдблома. Dans le miroir du temps. La collection photographique du Kenya de Gerhard Lindblom[3]. Catalogue d'exposition photographique (Saint-Pétersbourg, 2010)  (ISBN 978-5-91373-033-6) (catalogue en russe et en anglais)
- Самуил Дудин — фотограф, художник, этнограф (материалы экспедиций в Казахстан в 1899 и 1910 гг.). Samouïl Doudine[4] : photographe, peintre et ethnographe. Matériaux des expéditions du Kazakhstan en 1899 et en 1910 (Saint-Pétersbourg, 2010) (catalogue en russe et en anglais)  (ISBN 978-5-88431-185-5)
- В зеркале времени. Диалог культур в Русском мире. Dans le miroir du temps. Dialogue des cultures dans le monde russe. Catalogue d'exposition photographique (Saint-Pétersbourg, 2011) (catalogue en russe et en anglais) (avec la participation d'А. Yu. Kudriavtseva et Т. М. Fedorova)  (ISBN 978-5-88431-219-7)
- В зеркале времени. Народы России глазами фотографов рубежа XIX—XX вв Dans le miroir du temps. Les peuples de Russie aux yeux des photographes du tournant du XIXe siècle et du XXe siècle. Catalogue d'exposition photographique (Saint-Pétersbourg, 2011) (catalogue en russe et en slovène)  (ISBN 978-5-91373-036-7) (OCLC 910935476)) (avec la participation d'A. Yu. Kudriavtseva et T. M. Fedorova)
- В зеркале времени. Диалог культур в Русском мире. Dans le miroir du temps. Dialogue des cultures dans le monde russe. Catalogue d'exposition photographique (Saint-Pétersbourg, 2012) (idem)  (ISBN 978-5-88431-186-2)
- Паспорт Ионы. Le Passeport de Jonas (Saint-Pétersbourg, 2012 et Rhodes)  (ISBN 978-5-88431-240-1) (catalogue en russe et en anglais)

## Source
- (ru) Cet article est partiellement ou en totalité issu de l’article de Wikipédia en russe intitulé « Резван, Ефим Анатольевич » (voir la liste des auteurs).